# Kuopio
Kuopio (finlandês: Kuopio,  PRONÚNCIA) é uma cidade e município do sudeste da Finlândia, localizada na margem oeste do lago Kallavesi.
Alberga uma sede de diocese da Igreja Evangélica Luterana da Finlândia e é também o centro da Igreja Ortodoxa Finlandesa.

Tem cerca de 125 666 habitantes (2024) e é a maior cidade da Finlândia Oriental, ocupando uma área de 1 730 km².
É uma cidade e município da região da Savônia do Norte (finlandês: Pohjois-Savon, sueco: Norra Savolax), no interior do sudeste da Finlândia.
Os seus habitantes falam na sua maioria Finlandês, havendo uma minoria de 0,1% de falantes de sueco.

## História
Foi fundada primeiro em 1652, pelo duque Peter Brahe, e refundada em 1782, quando o rei Gustavo III da Suécia lhe atribuiu o estatuto de cidade. Contudo, é só no último século que começou a crescer até ter as dimensões dos nossos dias.

## Geografia
A cidade é rodeada pelo lago Kallavesi e muitas das suas partes foram construídas em ilhas.

## Educação
É uma das cidades com maior tradição no campo da educação. Algumas das primeiras escolas com ensino em Finlandês foram criadas em Kuopio, como a escola para cegos, em 1871, e a escola de comércio, em 1887.

A cidade conta com uma instituição de ensino superior -  a Universidade do Leste da Finlândia (finlandês: Itä-Suomen yliopisto , sueco: Östra Finlands universitet).

## Cultura
Kuopio é conhecida como o centro cultural da Finlândia Oriental, oferecendo diversos eventos importantes como o festival de dança de Kuopio e o festival de vinho de Kuopio.

Kuopio é conhecida por ser o berço dos pastéis de peixe finlandeses Kalakukko, pelo dialecto Savo, pela colina de Puijo e pela torre de Puijo, que oferece ao visitante uma vista magnífica da região. A colina de Puijo recebe também uma competição anual de salto em esqui.

Os seus habitantes gozam da reputação de serem bem dispostos e bem humorados ao falar. 

## Património histórico, cultural e turístico
A cidade dispõe de um património turístico e cultural, onde pode ser destacado:

- Museu da Igreja Ortodoxa (finlandês: Suomen ortodoksinen kirkkomuseo, sueco: Ortodoxa kyrkomuseet ; museu da igreja ortodoxa na Finlândia, exibindo ícones, têxteis litúrgicos e outros objectos sagrados)

## Desporto
A cidade é sede do clube de futebol KUPS, assim como do clube de hóquei no gelo Kalevan Pallo (KalPa). 

## Galeria
|  |
|  |
|  |